# Mannschaftswertung
Als Mannschaftswertung oder Teamwertung wird eine Wertung im Individualsport, insbesondere im Radsport und in einigen Disziplinen der Leichtathletik und des Motorsport, bezeichnet, welche auf Grundlage der Ergebnisse einzelner Sportler einer Mannschaft errechnet wird. Die Mannschaftswertung ist damit zu unterscheiden vom Mannschaftssport und von den Mannschaftswettbewerben in Individualsportarten, in denen von vornherein nur Mannschaftsergebnisse ermittelt werden, wie z. B. der Mannschaftsverfolgung, dem Madison und dem Teamsprint im Bahnradsport, dem Mannschaftszeitfahren im Straßenradsport oder den Staffelwettbewerben in der Leichtathletik, Schwimmen, Nordischen Skisport und im Pferdesport.

## Radsport-Etappenrennen
Eine besondere Bedeutung haben Mannschaftswertungen bei Etappenrennen im Straßenradsport. Internationale Etappenrennen werden nach dem Reglement des Weltradsportverbands UCI ausschließlich in Mannschaften bestritten. Bei den Etappenrennen der UCI WorldTour und der UCI Continental Circuits ist die Mannschaftswertung nach Zeit zwingend vorgeschrieben.
Die Mannschaftswertung nach Zeit wird dabei wie folgt ermittelt:
- Die Etappenmannschaftswertung wird auf Grundlage der Summe der Zeiten der drei besten Fahrer des Teams in der Etappenwertung errechnet. Bei Zeitgleichheit zählt die niedrigste Summe errechnet aus den Etappenplatzierungen der drei besten Fahrer. Bei Punktgleichheit entscheidet die Platzierung des besten Fahrers. Die Einbeziehung der Ergebnisse eines Mannschaftszeitfahrens regelt das Sonderreglement des Veranstalters.
- Die Gesamtmannschaftswertung wird errechnet auf Grundlage der addierten Zeiten der Etappenmannschaftswertungen. Bei Zeitgleichheit entscheidet die Anzahl der ersten Plätze in den Tagesmannschaftswertungen, der zweiten Plätze usw. Bei Gleichheit der Platzierungen in den Etappenmannschaftswertungen entscheidet die Platzierung des besten Fahrers in der Gesamtwertung.

Neben dieser obligatorischen Mannschaftswertung nach Zeit werden durch Veranstalter von Etappenrennen zum Teil weitere Mannschaftswertungen ausgeschrieben, z. B. beim Giro d’Italia die Teamwertung nach Punkten oder der Fair-Play-Preis.

## Weitere Mannschaftswertungen im Radsport
Im Radsport sind Mannschaftswertungen oft fester Bestandteil von Rennserien, wie z. B. der UCI WorldTour, den UCI Continental Circuits, den UCI-Weltcups und den UCI Nations Cups der Junioren und der U23-Klasse. Auch in Eintagesrennen werden zum Teil Mannschaftssieger im Rahmen einer Sonderwertung ermittelt.

## Mannschaftswertungen in der Leichtathletik
Neben den Staffelwettbewerben, bei denen nur das Mannschaftsergebnis gezählt wird, gibt es in einigen leichtathletischen Disziplinen zusätzlich zur Einzelwertung auch eine Mannschaftswertung. Dabei nehmen die Mitglieder einer Mannschaft gleichzeitig am Wettkampf teil und nicht nacheinander wie bei einer Staffel. Im Anschluss werden die Leistungen oder die Platzierungen einer vorher festgelegten Anzahl von Athleten (meist drei, manchmal auch fünf) addiert, um die Mannschaftsleistung festzulegen. Diese Mannschaftswertungen gibt es bei Straßenläufen (z. B. Marathonlauf), beim Straßengehen, bei Mehrkämpfen (z. B. Siebenkampf, Zehnkampf) und beim Crosslauf. Auch die Wettbewerbe der Deutschen Mannschaftsmeisterschaft in den verschiedenen Altersklassen werden nach diesem Prinzip gewertet.